# Delio Tessa

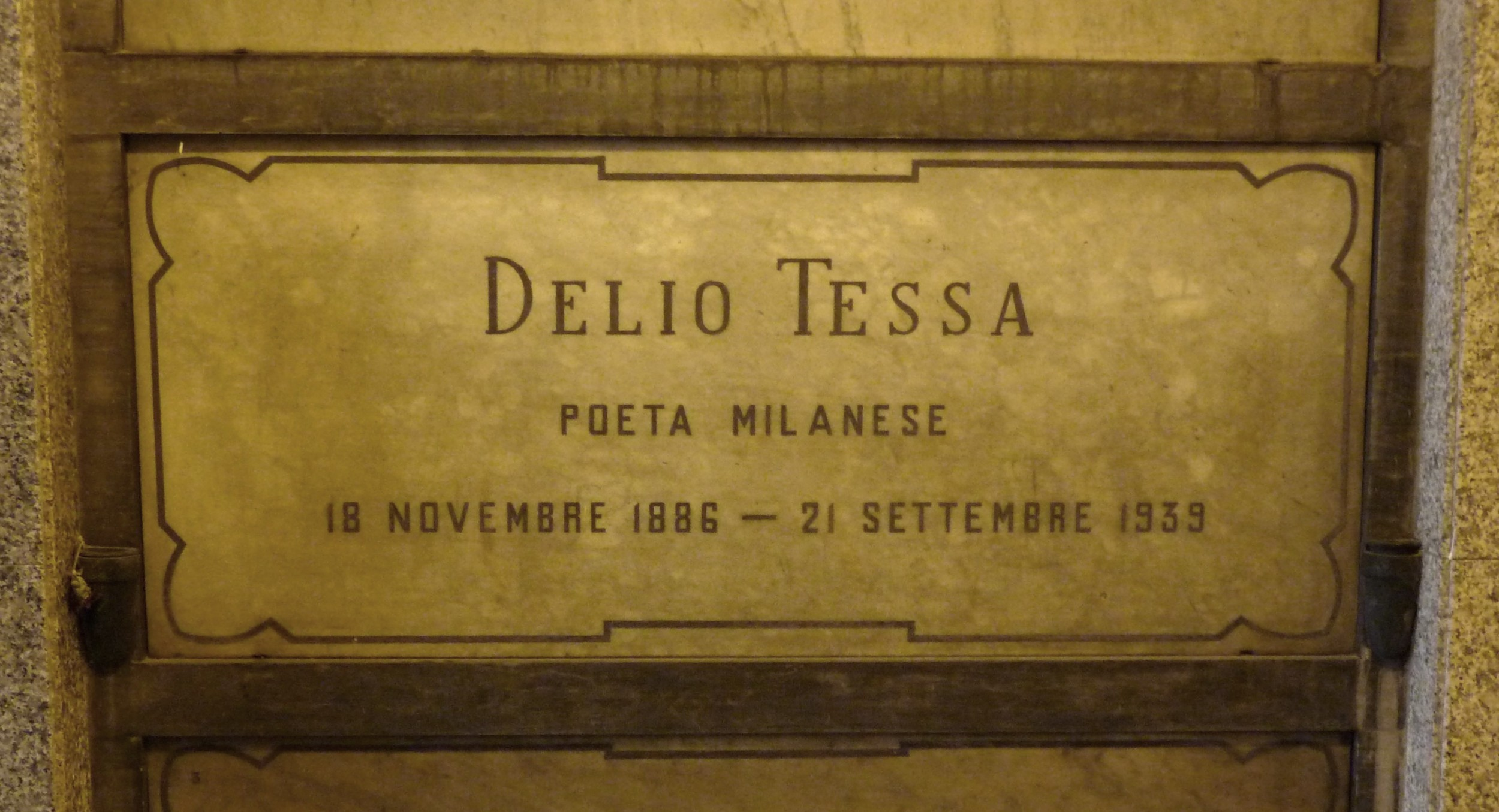
Tomba de Delio Tessa a Milà

Delio Tessa (Milà, 1886 — 1939) va ser un advocat i poeta italià en dialecte milanès.
Va néixer a Milà el 1886. Després d'estudiar a l'escola secundària Beccaria, el 1911 es va llicenciar en dret a la Universitat de Pavia i va començar a exercir d'advocat i de jutge conciliador. La carrera forense, però, no l'emocionava i va preferir dedicar-se a la poesia en dialecte milanès, a la literatura, al teatre i al cinema (també va escriure el guió d'una pel·lícula, Vecchia Europa, publicada pòstumament el 1986).
La seva obra va ser fortament censurada pel feixisme italià per la seva llengua i la seva ideologia antifeixista. La seva poesia segueix la tradició milanesa però mostra influències del decadentisme i l'expressionisme. El 1932 va publicar L'è el dí di mort, alegher! (1932), obra que no va obtenir molt ressò per l'ostracisme del règim feixista italià. Juntament amb Carlo Porta és un dels poetes més importants del milanès. La majoria de la seva obra va ser publicada pòstumament.
Obra
- L'è el dí di mort, alegher! (1932)
- Poesie nuove ed ultime (1947)
- L'è el dì di mort, alegher!, De là del mur e altre liriche (1985) (obra poetica completa)[3]
- Ore di città, 1988, col·lecció de prosa periodística[4]